# 여수서초등학교
여수서초등학교는 대한민국 전라남도 여수시 서교동에 있는 공립 초등학교이다.

## 연혁
- 1908년 4월 1일 사립경명학교 개교
- 1910년 6월 17일 사립여수보통학교로 개편
- 1911년 7월 12일 여수공립보통학교로 개편
- 1935년 3월 21일 현 위치로 이전
- 1938년 4월 1일 여수서정공립심상소학교로 변경[1]
- 1941년 4월 1일 여수서정공립국민학교로 변경[2]
- 1950년 4월 1일 여수서국민학교로 변경
- 1965년 11월 15일 진남국민학교 분리 이관
- 1996년 3월 1일 현재의 교명으로 변경[3]
- 2018년 9월 1일 제28대 정성하 교장 부임
- 2020년 1월 3일 제108회 졸업 (53명 졸업, 총 졸업생수 36,517명)
- 2020년 3월 1일 10학급(특수1), 병설유치원 2학급 편성
- 2021년 2월 9일 제109회 졸업 (36명 졸업, 총 졸업생수 36,553명)

- 2021년 3월 1일 9학급(특수1), 병설유치원 2학급 편성

- 2023년 1월 5일 제111회 졸업 (32명 졸업, 총 졸업생수 36,617명)

- 2023년 9월 1일 제30대 장미란 교장 부임

## 참고 자료
- 여수서초등학교 - 한국교육학술정보원 학교알리미